# Luis Federico I de Schwarzburgo-Rudolstadt
Luis Federico I de Schwarzburgo-Rudolstadt (en alemán, Ludwig Friedrich I. von Schwarzburg-Rudolstadt; Rudolstadt, 15 de octubre de 1667-ibidem, 24 de junio de 1718) fue el príncipe reinante de Schwarzburgo-Rudolstadt, conde de Hohenstein, señor de Rudolstadt, Blankenburg y Sondershausen desde 1710 hasta su muerte.

## Biografía
Luis Federico era el hijo de Alberto Antonio de Schwarzburgo-Rudolstadt y de su esposa, la poetisa y pietista Emilia Juliana de Barby-Mühlingen.
Entre mayo de 1687 y octubre de 1688, realizó un Grand Tour, acompañado por su Hofmeister Johann von Asseburg. Fue recibido en el Palacio de Versalles por el rey Luis XIV de Francia y en Viena por el emperador Leopoldo I del Sacro Imperio Romano Germánico. También fue recibido por el duque Federico I de Sajonia-Gotha-Altemburgo; con cuya hija, Ana Sofía, contraería matrimonio el 15 de octubre de 1691 en el Castillo de Friedenstein en Gotha. La pareja tendría 13 hijos.
Su padre fue elevado a príncipe imperial en 1697 y de nuevo en 1710. En 1710, su padre hubo aceptado este ascenso, pero no lo hizo público. A la muerte de su padre en 1710, Luis Federico I heredó Schwarzburgo-Rudolstadt y publicó la promoción. Desde el 15 de abril de 1711, recibió a sí mismo el estilo de príncipe de Schwarzburgo-Rudolstadt. En ese tiempo, el principado tenía alrededor de 45.000 habitantes. Dicho ascenso fortaleció la posición de la Casa de Schwarzburgo contra la Casa de Wettin y aseguró su supervivencia hasta los tiempos modernos. Entre 1697 y 1719, añadieron una Sala Imperial en el lado sur del Castillo de Schwarzburgo, subrayando la importancia que los príncipes daban a su elevación.
Luis Federico I asistió a su padre en la administración del principado incluso antes de 1710. Después de heredar el trono, reformó la administración sobre la base de un modelo absolutista. Jorge Ulrico de Beulwitz era el más alto sirviente civil en el principado. Inspirado por el Rey Sol, Luis Federico I jugó con la idea de trasladar su residencia a Schwarzburgo. Sin embargo, su posición financiera se lo hizo imposible.
Luis Federico I falleció el 24 de junio de 1718 y fue sucedido por su hijo mayor, Federico Antonio.

## Matrimonio e hijos
El 15 de octubre de 1691 en el Castillo de Friedenstein en Gotha, Luis Federico I contrajo matrimonio con Ana Sofía, la hija del duque Federico I de Sajonia-Gotha-Altemburgo. Tuvieron 13 hijos:
- Federico Antonio (1692-1744), sucedió a su padre como príncipe de Schwarzburgo-Rudolstadt. Desposó a:
  1. Sofía Guillermina de Sajonia-Coburgo-Saalfeld (1690-1727)
  2. Cristina Sofía de Frisia Oriental (1688-1750)
- Amalia Magdalena (1693-1693).
- Sofía Luisa (1693-1776).
- Sofía Juliana (1694-1776), una monja en la abadía de Gandersheim.
- Guillermo Luis (1696-1757), desposó en 1726 morganáticamente a Caroline Henriette Gebauer (1706-1794), quien fue hecha baronesa de Brockenburg en 1727.
- Cristina Dorotea (1697-1698).
- Alberto Antonio (1698-1720).
- Emilia Juliana (1699-1774).
- Ana Sofía (1700-1780), desposó en 1723 al duque Francisco Josías de Sajonia-Coburgo-Saalfeld (1697-1764).
- Sofía Dorotea (1706-1737).
- Federica Luisa (1706-1787).
- Magdalena Sibila (1707-1795), una monja en la abadía de Gandersheim.
- Luis Gunter II (1708-1790), príncipe de Schwarzburgo-Rudolstadt. Desposó en 1733 a la condesa Sofía Enriqueta de Reuss-Untergreiz (1711-1771).